# Федотов, Лев Фёдорович
Лев Фёдорович Федо́тов (10 января 1923, Москва — 25 июня 1943, Калужская область, Озёрское) — советский школьник, ставший известным благодаря сделанным в своём дневнике точным прогнозам политических и военных событий Второй мировой войны и второй половины XX века.
В 1943 году был призван в армию, в том же году погиб. О его дневнике стало известно в конце 1970-х годов, полностью он был опубликован в 2015 году. Дневник Федотова послужил материалом для исследований историков, филологов, психологов о закономерностях мировосприятия молодёжи предвоенного периода.
Лев Федотов — прообраз Антона Овчинникова из романа Юрия Трифонова «Дом на набережной» (1976).

## Биография
Родился 10 января 1923 года в семье известного коммуниста и профессионального революционера Фёдора Федотова (1897—1933). Эмигрировав из России, его отец стал матросом, потом переехал в США, где занимался организацией забастовок. Мать Льва — Роза Лазаревна Маркус (ум. 1987), родилась в еврейской семье, её отец работал заготовителем зерна. В 1911 году мать переехала в Париж к сестре, где работала в мастерской дамских шляп. В 1914 году переехала в США, где в рабочем клубе познакомилась с будущим мужем. После смерти мужа работала костюмершей в Московском театре юного зрителя.
В 1920 году молодожёны вернулись в Москву, где Фёдор Федотов работал членом редколлегии журнала «Новый мир». До 1932 года семья Федотовых жила в гостинице «Националь», потом — в знаменитом Доме на набережной (ул. Серафимовича, 2) в квартире № 262. Был направлен на Алтай инструктором Наркомзема по Средней Азии, где в августе 1933 года утонул в неглубокой речке при странных обстоятельствах (по заключению врачей, из-за эпилептического припадка).
Лев учился в средней школе № 19 им. Белинского на Софийской набережной. Его друг детства, ставший позднее известным писателем Юрий Трифонов, в интервью «Литературной газете» рассказывал, что Лев Федотов поразительно выделялся среди сверстников. Самостоятельно развивал свою личность, интересовался всеми науками, искусствами, музыкой, шахматами, астрономией, исследованием пещер, невероятно много читал. Особенно он увлекался минералогией, палеонтологией, океанографией, прекрасно рисовал акварелью, обожал симфоническую музыку и писал романы в толстых общих тетрадях. Лев готовил себя к путешествиям и географическим открытиям, несмотря на врождённые недостатки — близорукость, некоторую глухоту и плоскостопие, закалялся физически — зимой ходил без пальто в коротких штанах, владел приёмами джиу-джитсу. Все знакомые Льва Федотова отмечали его незаурядность, талантливость, многосторонность и отмечали, что он формировал себя сам, — у него не было наставника, ментора, старшего товарища, который подсказывал, что читать, в какую сторону развиваться.
По воспоминаниям Виктории Тереховой, жившей в том же Доме на набережной, друзьями детства Федотова были Юрий Трифонов (1925—1981), ставший известным писателем (он, как и Федотов, вёл свой дневник), Олег Сальковский и Михаил Коршунов (1924—2003), ставший детским писателем (Терехова в 1946 году вышла за него замуж).
В 1941 году Лев закончил 9-й класс, а в декабре 1941 года вместе с матерью уехал в эвакуацию в город Зеленодольск Татарской АССР. Несмотря на слабое здоровье (близорукость и слабое сердце), настойчиво просился добровольцем на фронт.
В 1943 году Лев Федотов был призван в армию. Был осуждён военным трибуналом по статье 193.7 пункт «Г» («самовольная отлучка свыше суток») на 10 лет лишения свободы. 22 апреля 1943 года он в числе двенадцати осуждённых военным трибуналом и трёх осуждённых народным судом с приговорами о досрочно-условном освобождении был направлен с Казанского военно-пересыльного пункта в 31-ю запасную стрелковую бригаду (Марийская АССР, станция Суслонгер) — для пополнения отдельных штрафных рот.
25 июня 1943 года красноармеец-стрелок приданной 415-й стрелковой дивизии 3-й отдельной штрафной роты 61 армии Брянского фронта Федотов Лев Фёдорович погиб у села Озёрского в Козельском районе Калужской области. По одной из версий, в грузовик, в котором передвигалось его подразделение, попала авиабомба.
Похоронен в 300 метрах восточнее села Озёрского Калужская область.

## Дневники с прогнозами
Имя Льва Федотова стало известным благодаря его дневникам, которые были обнаружены уже после войны. Дневники состояли из 15 общих пронумерованных тетрадей, в которых Лев Федотов записывал дворовые и школьные события, а также свои мысли, «логические рассуждения и догадки» — так сам Федотов квалифицировал свои прогнозы. Дневник вёлся с 1935 года (тетрадь I) по 23 июля 1941 года (тетрадь XV). Даты и подлинность некоторых событий, которые описаны в дневнике Федотова, позже подтвердили его школьные друзья.
Впервые в советской печати о существовании дневников Лёвы Федотова рассказал в 1977 году писатель Ю. В. Трифонов, отвечая на вопросы анкеты «Литературной газеты».
В 1980 году Трифонов пришёл к матери своего друга детства Розе Лазаревне Маркус и попросил у неё на время дневники Льва — эти записи писатель хотел использовать для постановки пьесы «Дом на набережной» для Театра на Таганке. О том, что Лёва вёл какие-то дневники, знали многие.
Трифонов надеялся отыскать в дневниках какие-то подробности и детали о жизни жителей дома, писатель неожиданно обнаружил в дневниках поразительный по точности прогноз течения Великой Отечественной войны, сделанный за две с половиной недели до её начала. Прогнозы так поразили писателя, что он даже переписал сценарий пьесы, введя в неё новые эпизоды и персонажи. В своих аналитических выкладках и прогнозах, изложенных в дневниках, Лев Федотов достаточно точно предсказал не только дату начала Великой Отечественной войны, но и общий её ход, особенно точно были описаны события первых двух лет войны. В конце XIV тетради, под датой 5 июня, без какой-либо связи с предыдущим содержанием дневника, был размещён подробный аналитический прогноз будущей войны СССР с Германией — именно эта часть дневника и принесла известность дневнику Федотова.
Впервые отрывки дневников были опубликованы в 1990 году, а полностью дневники были опубликованы в 2015 году отдельной книгой «Дневник советского школьника. Мемуары пророка из 9 „А“».
Исследователи дневника полагают, что на личность Федотова и его привычку вести дневник повлияло увлечение творчеством философа Н. Ф. Фёдорова, в том числе фёдоровская концепция хранилища информационных данных личности. Также исследователи отмечают, что дневник Льва Федотова даёт представление о жизненных стратегиях, планах, убеждениях и поведенческих стереотипах (о «ментальном коде») самой пострадавшей от войны демографической страты — парней 1923—1924 годов рождения. Также, исследователи отмечают, что Федотов не просто следовал фёдоровской «Философии общего дела», а в значительной степени её переосмыслил — и его мировоззрение можно было бы определить как синергию двух утопий: биокосмической и коммунистической.
Сам Федотов в своём дневнике объяснял, почему он считает, что события будут развиваться именно так, а не иначе:

Я, правда, не собираюсь быть пророком, но все эти мысли возникли у меня в связи с международной обстановкой, а связать их, дополнить помогли мне логические рассуждения и догадки. Короче говоря, будущее покажет.
— Дневник Федотова. 5 июня 1941 года

### Прогнозы
В дневниках содержатся поразительные по точности прогнозы некоторых событий. Причем прогнозов в дневниках относительно к остальному тексту очень мало, однако неточных прогнозов нет вообще. Федотов спрогнозировал высадку американцев в 1969 году на внеземной объект — причем не на Луну, а на Марс.
А за две недели до начала Великой Отечественной войны Федотов с невероятной точностью спрогнозировал ход летней и осенней кампаний 1941 года войны СССР с Германией.

Германия не станет долго ждать… Я думаю, что война начнется или во второй половине этого месяца, или в начале июля, но не позже, ибо Германия будет стремиться окончить войну до морозов. … до зимы они нас не победят. … но вот то, что мы сможем потерять в первую половину войны много территории, это возможно.
…Они, наверняка, не будут объявлять нам войну. А нападут внезапно и неожиданно, чтобы путём внезапного вторжения захватить побольше наших земель. Как ни тяжело, но мы оставим немцам такие центры, как Житомир, Винница, Псков, Гомель и кое-какие другие. Минск мы, конечно, сдадим, Киев немцы тоже могут захватить, но с непомерно большими трудностями…
О судьбах Ленинграда, Новгорода, Калинина, Смоленска, Брянска, Кривого Рога, Николаева и Одессы я боюсь рассуждать. Правда, немцы настолько сильны, что не исключена возможность потерь даже этих городов, за исключением только Ленинграда. То, что Ленинград немцам не видать, в этом я твёрдо уверен.

…

Окружить Ленинград, но не взять его фашисты ещё могут. Окружить же Москву они не смогут в области времени, ибо не успеют замкнуть кольцо к зиме.— Тетрадь XIV, Запись в дневнике Льва Федотова 5 июня 1941 года

### Дневники как слепок личности и эпохи
Дневники Федотова интересны не только точными и сбывшимися прогнозами. Поскольку он достаточно подробно и без самоцензуры описывал свою жизнь и мысли, а диалоги с окружающими переданы даже с описанием интонаций, исследователи получили в своё распоряжение по сути исторический документ, который позволил историкам, филологам, психологам сравнивать его с дневниками сверстников и находить схожести и различия, выявлять закономерности. Психологи отмечают, что талантливые дети формируют свою личность не через школу с её усреднённой системой обучения, а самостоятельно, в основном читая книги и изучая интересующие их науки и искусства, однако даже ярко одарённые дети попадают под влияние государственной пропаганды и не могут критически оценить манипуляции. В своих дневниках Лев, как и другие авторы подобных дневников предвоенного и военного времени, демонстрировал силу духа, философский и аналитический склад ума, широкий историзм мышления, отсутствие самоцензуры, широкий образовательный кругозор, внимательный взгляд художника и исследовательский подход к окружающему миру. Федотова, как и других авторов подобных дневников, особенно интересовали проблемы жизни и смерти, любви и ненависти, чести и бесчестья.

## Фильмы о Льве Федотове
- «Соло трубы» — документальный фильм, режиссёр Александр Иванкин, сценарий Лев Рошаль, ЦСДФ (1986)[34].
- «Пророк из Дома на набережной» — д/ф, режиссёр С. Тырышкин, телекомпания «Останкино» по заказу ОАО «ТВ Центр» (2006)[35].
- «Год 2009. Прорыв в бездну» — проект канала РЕН ТВ «Секретные истории».  Видео
- «Городские легенды. Москва. Дом на набережной» — проект канала ТВ-3 «Городские легенды»[36].